# Eastside
Eastside is een nummer van de Amerikaanse dj Benny Blanco, de Amerikaanse zangeres Halsey en de Amerikaanse zanger Khalid uit 2018. Het is de eerste single van Blanco's debuutalbum Friends Keep Secrets.
Na veel voor andere artiesten te hebben geproduceerd en geschreven, brengt Blanco met "Eastside" voor het eerst een eigen nummer uit. In het nummer halen Halsey en Khalid herinneringen op aan hun tienerrelatie. Nu zijn ze ouder geworden en kijken ze met veel liefde terug op hun jongere jaren. Het nummer werd wereldwijd een hit. De Amerikaanse Billboard Hot 100 liet bijvoorbeeld een 9e positie zien. In de Nederlandse Top 40 was het iets minder succesvol met een 20e positie, terwijl het in de Vlaamse Ultratop 50 niet hoger kwam dan nummer 20.